# Estação Impulsora
A Estação Impulsora é uma das estações do Metrô da Cidade do México, situada em Nezahualcóyotl, entre a Estação Río de los Remedios e a Estação Nezahualcóyotl. Administrada pelo Sistema de Transporte Colectivo, faz parte da Linha B.
Foi inaugurada em 30 de novembro de 2000. Localiza-se no cruzamento da Avenida Carlos Hank González com a Avenida Valle de las Zapatas. Atende os bairros Impulsora Popular Avícola, Valle de Aragón e Campestre Guadalupana. A estação registrou um movimento de 9.300.528 passageiros em 2016.